# Pound Puppies (2010)
Pound Puppies (também conhecido em Portugal como Cães Geniais e no Brasil como Os Filhotes da Prisão) foi uma série de desenho animado norte-americana exibida pelo Hub Network de 10 de outubro de 2010 a 16 de novembro de 2013, em três temporadas e 65 episódios. Em Portugal, a série estreou na SIC K em 4 de março de 2013 e também foi emitida na SIC. Desde 2022, a série se encontra disponibilizado na Netflix. Esta foi a segunda série de animação da franquia Pound Puppies, após a série de 1986. Originalmente uma propriedade da Tonka, a Hasbro passou a gerenciar Pound Puppies após adquirir a própria Tonka. Foi também a primeira série original do The Hub, sendo a primeira série a ser produzida pela Hasbro Studios (atualmente Allspark, que virou Entertainment One).
O estúdio 9 Story Entertainment produziu a animação dos primeiros 7 episódios, seguido pela DHX Media/Vancouver A série assemelha-se ao estilo de enredo e abertura da série dos anos 60 Hogan's Heroes e dos filmes como Stalag 17 e The Great Escape. Este programa foi também inspirado na série animada anterior, tal como aconteceu no episódio, "Taboo", que por sua vez foi baseado em um episódio da versão de 1986. Na América Latina, foi exibida pelo Discovery Kids de 11 de outubro de 2010 a 20 de maio de 2016 (até 20 de março de 2015 sempre às 17h) por ser o primeiro da Hasbro no canal, sendo superado apenas por My Little Pony na estreia de MLP em 21 de novembro de 2011. A dublagem brasileira foi produzida nos estúdios Vox Mundi e contou com Dado Monteiro como Lucky e Melissa Garcia como Cookie no elenco da dublagem.
Em 9 de julho de 2012, Pound Puppies foi uma das quatro séries originais da The Hub a ganhar o prêmio CINE Golden Eagle Award pela produção de alta qualidade e narrativa. Em agosto de 2012, foi anunciado que o episódio "I Never Barked for My Father" da primeira temporada foi homenageado com o Humanitas Prize pela excelência no roteiro de animação infantil de televisão. A terceira temporada estreou em 1 de junho de 2013 nos Estados Unidos. O episódio final da série foi exibido em 16 de novembro de 2013.

## Enredo
Os Filhotes da Prisão é um grupo de filhotes que passam a maior parte do tempo no Abrigo 17, junto com um grupo de esquilos recrutados por Strudel (um dos Filhotes da Prisão), e cujo lema é: "Um filhote para cada pessoa, uma pessoa para cada filhote". A instalação é cheia de equipamentos avançados (construída principalmente por Strudel e pelos esquilos) mas é muitas vezes movimentada pelas atividades, consistentemente conseguindo prevenir detectar os trabalhadores humanos do abrigo. Vários episódios mostram que encontram-se várias unidades dos Filhotes da Prisão mundialmente.
Os Filhotes da Prisão contam com duas divisões: uma oficial (as "Kennel Kittens" – um grupo de gatos no abrigo Happy Valley, que tentam encontrar casas para os gatinhos e gatos que também vêem ao abrigo –, que aparecem em vários episódios e muitas vezes atrapalham algumas missões dos Pound Puppies) e outra inoficial (o "Clube dos Filhotes Super-Secretos").

### Sinopse
Os Filhotes da Prisão ajudam os outros a encontrar lares amorosos e encarando vários desafios. No final, os Filhotes da Prisão dão ao filhote escolhido (depois que o escolhido é adoptado por um novo dono) uma coleira em forma de casa como "recompensa" de despedida. Cada episódio termina com outro lema: "Uma vez um filhote da prisão, e sempre será um filhote da prisão."

## Personagens

#### Os Filhotes da Prisão
Abaixo, os seguintes filhotes aparecem regularmente na série.
- Lucky (dublado por Eric McCormack nos EUA, Dado Monteiro no Brasil) – O personagem principal, é um vira-lata macho alfa do grupo e líder da instalação subterrânea. Além de amável, inteligente, e firme, tem autoridade e muitas vezes é obedecido sem questionar. Tem uma paixão secreta por Cookie (que é revelada nos episódios "Um Rebelde Sem Colar" e "Quando Niblet Conheceu Giblet"), mas prefere esconder seus sentimentos; neste último, ele tentou mostrar à Cookie seus sentimentos, mesmo indo tão longe, segurando sua pata. Segundo um brinquedo oficial de pelúcia, o sobrenome dele é "Smarts" e sua raça é parecida como uma mescla de pastor alemão com Golden Retriever com Jack Russell Terrier com terrier escocês. Descrito por McLeish (dono e gerente da prisão) como "um desalinhado e sorrateiro que parece estar sempre aqui." Apesar de adotado por uma garota chamada Dot no episódio "A Adoção de Lucky", prefere permanecer na prisão, cuidando das adoções e missões de planejamento. Seu lema é "Vamos, filhotes, vamos!" quando ele diz para entrarem em ação.

- Cookie (dublada por Yvette Nicole Brown nos EUA, Melissa Garcia no Brasil) – Uma filhote da raça boxer, que além de severa, é inteligente e gentil e ajuda Lucky no comando. Tem uma paixão secreta por Lucky (que é revelada no episódio "O General" e "Quando Niblet Conheceu Giblet"), mas a menos quando seu estômago é tocado. No episódio "Instintos Laternais", ela dá à luz uma filha com nome "Cupcake", a qual sua família adota no final do episódio. Segundo um brinquedo oficial de pelúcia, a "razão social" (nome completo) dela é "Sugar Cookie".

- Niblet (dublado por John DiMaggio nos EUA, Tatá Guarnieri no Brasil) — Um filhote enorme e às vezes desajeitado, de raciocínio lento, da raça Old English Sheepdog, que tem um grande coração; ele tem uma irmã mais nova chamada Rebound. No episódio "Quando Niblet Conheceu Giblet", se apaixona por uma cadela da mesma raça que ele, chamada Giblet, mas quando Giblet encontra uma pessoa que quer a adoptar, ele decide permanecer com a equipe. Niblet gosta de manteiga de amendoim; e apesar de nunca ser o mais inteligente do grupo, ele sempre deseja do bem.

- Strudel (dublada por Alanna Ubach nos EUA, Flora Paulita no Brasil) — Uma filhote alemã inteligente da raça dachshund que cria muitas invenções utilizadas pelos Pound Puppies. Normalmente ajudada pelos esquilos (pois sem polegares), é o filhote mais inteligente do grupo. Para um filhote pequeno, ela tem um grande ego extremamente arrogante. Se gaba do quão inteligente é, sempre precisa mostrar sua inteligência. No episódio "Minha Linda Rebound", é revelado que pretenderia trabalhar como um filhote de dog show e que seu nome artístico seria Strudel deSchnitzel VonWiener.

- Squirt (dublado por Michael Rapaport nos EUA, Fábio Lucindo no Brasil) — Um chihuahua amarelo e o menor e mais malandro do grupo. Considerado o companheiro mais próximo de Niblet na série. Com o sotaque nova-iorquino, no episódio "Eu nunca Latia Para O Pai" é revelado que ele nasceu em Hoboken. Squirt pode ser negativo, mas sempre será encontrado lá para sua equipe. O menor membro da equipa, ele às vezes acaba em trajes malucos, nas missões, o levando a usar a imaginação (ex.: se vestindo de gato, gambá, coelho, flor, etc.; ou brincando de trocar trajes de carreiras).

- Rebound (dublada por Brooke Goldner nos EUA, Letícia Navas no Brasil) – Uma filhote energética da raça Old English Sheepdog e irmã de Niblet, introduzida no episódio homônimo ("Bem-vindo, Rebound"). Devido a seu homônimo, foi adotada e voltou para a prisão muitas vezes devido a sua natureza de ter entusiasmo em demasia e finalmente encontra um lar para sempre com Agatha McLeish, quem a adota. Rebound faz parte do Clube dos Filhotes Super-Secretos.

- Cupcake (dublada por Cree Summer nos EUA, Gabriela Milani no Brasil) — Uma filhote, é a filha adoptiva de Cookie. Cupcake faz parte do Clube dos Filhotes Super-Secretos. Sua raça é parecida como uma mescla de boxer com Labrador Retriever. Tem inteligência além de raciocínio rápido e que as vezes tem sua energia deixado em situações difíceis.

- Patches (dublado por Jessica DiCicco nos EUA, Vyni Takahashi no Brasil) — Um filhote de dálmata. Personagem criado exclusivamente para e introduzido na segunda temporada, foi introduzido no episódio "O Clube dos Filhotes Super-Secretos" da mesma temporada. Patches idolatra os Pound Puppies, particularmente Lucky, liderando e idealizando o Clube dos Filhotes Super-Secretos (uma divisão inoficial dos Filhotes da Prisão). Segundo um brinquedo oficial de pelúcia, o sobrenome dele é "McFrisky".

#### Humanos
- Leonard McLeish (dublado por René Auberjonois nos EUA, ? no Brasil) – O gerente de pavio curto da Prisão 17. Seu sobrenome McLeish é uma brincadeira com palavra inglesa "leash" (coleira). Apesar de reagir desfavoravelmente a sua carreira, ele desconhece as operações dos Filhotes da Prisão. No episódio "A Véspera de Natal dos Filhotes da Prisão", é mostrado secretamente no painel e até mesmo adota seu próprio filhote perfeito, um Labrador Retriever chamado Ralph. O prefeito é o cunhado de Leonard, por isso Leonard também tem uma irmã. Sua mãe é Agatha McLeish.[9]

- Olaf Hugglesbjork (dublado por M. Emmet Walsh nos EUA, ? no Brasil) – O excêntrico zelador do Abrigo 17 e ajudante de McLeish. O responsável pelos filhotes recentemente-chegados e auxilia os visitantes a encontrarem um animal de estimação correspondente ao quais puderam adoptar. Assim como McLeish, ele desconhece as operações dos Filhotes da Prisão. Ele começou a namorar Gertrude Washburn uma bibliotecária, no episódio "Olaf Namorado".

- Agatha McLeish (dublada por Betty White nos EUA, ? no Brasil) – A mãe de Leonard McLeish que inicialmente odiava os filhotes. No entanto, quando conheceu Rebound, a adaptou. Apesar de algo rígida com Leonard, gosta de Rebound.

- Milton Feltwaddle (dublado por Jim Parsons nos EUA, ? no Brasil) – Um empresário nervoso determinado a mudar o Abrigo 17 para o que acredita ser melhor. Tem apenas duas aparições nos episódios "Toyoshiko, O Filhote Eletrônico" e "McLeish à Solta".

- Prefeito Jerry (dublado por Dabney Coleman [temporada 1] e John Larroquette [temporada 2 e 3] nos EUA, ? no Brasil) – O cunhado de Leonard McLeish. Apesar de agir gentilmente e de ser simpático em pessoas, ele tem uma personalidade muito egocêntrica. Visto sempre mandando McLeish fazer as coisas para ele, e o repreendendo sempre que comete erros. Importa-se menos com os potenciais eleitores, deseja apenas os seus votos, e gosta de zombar deles pelas costas.

- Ketchum – O oficial de controle animal, pessoa muda, que vive sempre quieto e frequentemente leva os filhotes para o Abrigo 17, instigando assim, os eventos dos episódios. Na maior parte, ele aparece com expressão emocional desconhecida, mas no final da série, ele expressa alegria quando McLeish é demitido.

### Dublagem brasileira
Versão brasileira: Vox Mundi.

## Produção
A direção de elenco foi de Allyson Bosch, que na segunda temporada passou a ser diretora de voz substituindo Paul Germain, que foi produtor executivo por toda a série e editor na primeira temporada (sendo substituído por Bart Jennett, que também foi produtor executivo na segunda temporada - anteriormente co-produtor executivo - e que foi escritor por toda a série).
A trilha sonora foi composta por Daniel Ingram, com algumas das canções sendo compostas por Steve D'Angelo e Terry Tompkins.

## Mercadoria

### Brinquedos
Em 2012, a Hasbro lançou uma linha de brinquedos para a série Pound Puppies da The Hub, que consiste principalmente em brinquedos de pelúcia (incluindo Lucky, Cookie, Rebound, Patches, Cupcake e Nutmeg), além de figuras pequenas, sendo que cada brinquedo de peluche vem com um 'Certificado de Adopção' e uma etiqueta que preenche os nomes, além de um site oficial e dos downloads de um certificado de adopção dos Pound Puppies.

### Lançamentos em DVD
Os DVDs a seguir foram distribuídos por Shout! Factory nos Estados Unidos.
| Título                | Data de lançamento     | Episódios | Recursos adicionais                                  |
| --------------------- | ---------------------- | --- | ---------------------------------------------------- |
| Homeward Pound        | 6 de março de 2012     | - "Homeward Pound" (Primeira temporada, Episódio 11) - "My Fair Rebound" (Primeira temporada, Episódio 8) - "Quintuplets" (Primeira temporada, Episódio 9) - "The K9 Kid" (Primeira temporada, Episódio 19) - "Zoltron" (Primeira temporada, Episódio 15)                                                   | Bônus: Tutorial de "como desenhar Lucky"             |
| Super Secret Pup Club | 16 de outubro de 2012  | - "Bone Voyage" (Primeira temporada, Episódio 17) - "Mutternal Instincts" (Primeira temporada, Episódio 25) - "The Fraud Princess" (Segunda temporada, Episódio 2) - "The Super Secret Pup Club" (Segunda temporada, Episódio 3) - "The Ruff Ruff Bunch" (Segunda temporada, Episódio 7)                    |                                                      |
| Mission: Adoption     | 21 de maio de 2013     | - "King of the Heap" (Primeira temporada, Episódio 7) - "Taboo" (Primeira temporada, Episódio 13) - "Snow Problem" (Primeira temporada, Episódio 18) - "Zipper the Zoomit Dog" (Segunda temporada, Episódio 1) - "There's Something About Camelia" (Segunda temporada, Episódio 5)                          | Bônus: "Certificado de adoção para impressão" online |
| Holiday Hijinks       | 5 de novembro de 2013  | - "I Heard the Barks on Christmas Eve" (Segunda temporada, Episódio 13) - "I Never Barked for My Father" (Primeira temporada, Episódio 21) - "Barlow" (Segunda temporada, Episódio 4) - "Good Dog, McLeish!" (Segunda temporada, Episódio 6) - "The Prince and the Pupper" (Primeira temporada, Episódio 5) |                                                      |
| A Perfect Match       | 8 de abril de 2014     | - "The Yipper Caper" (Primeira temporada, Episódio 1) - "Hello Kitten" (Terceira temporada, Episódio 11) - "No More S'mores" (Terceira temporada, Episódio 19) - "Beauty Is Only Fur Deep" (Terceira temporada, Episódio 12) - "Working K9 To 5" (Terceira temporada, Episódio 1)                           |                                                      |
| Puppy Love            | 3 de fevereiro de 2015 | - "Toyoshiko! Bark Friend Machine" (Primeira temporada, Episódio 14) - "McLeish Unleashed" (Primeira temporada, Episódio 22) - "The General" (Primeira temporada, Episódio 4) - "When Niblet Met Giblet" (Terceira temporada, Episódio 9) - "Rebound's First Symphony" (Terceira temporada, Episódio 22)    | Bônus: "Dia dos Namorados imprimível" online.        |